# Сексуальная норма
Сексуальная норма — понятие, противоположное сексуальной девиации (отклонению). Представляет собой разновидность нормативного поведения.
В литературе выделяют три аспекта, которые должны учитываться при определении того, какое сексуальное поведение является нормативным:
- Моральный — представление о допустимости определённого поведения в рамках существующей в конкретных социально-исторических условиях системы нравственных ценностей, его соответствие моральным нормам общества.
- Статистический — данные о наиболее часто встречающихся в реальности формах поведения людей.
- Физиологический — режим сексуальной активности, наиболее подходящий для конкретного индивида с точки зрения реализации его сексуальных потребностей.

Гамбургским сексологическим институтом были предложены критерии так называемой партнёрской нормы: различие пола, зрелость, взаимное согласие, стремление к достижению обоюдного согласия, отсутствие ущерба здоровью, отсутствие ущерба другим людям. J. Godlewski сформулировал понятие индивидуальной нормы, согласно которому нормативными признавались разновидности сексуального поведения, не исключающие и не ограничивающие совершение полового акта, который может привести к зачатию, и не характеризующиеся стойким избеганием половых сношений.
С правовой точки зрения нормативным считается поведение, не нарушающее требований закона, которые, как правило, заключаются в установлении возрастных цензов, строгой добровольности отношений, а также недопустимости причинения в результате половых контактов ущерба правам и законным интересам партнёра, в том числе выражающегося во вреде здоровью.
А. А. Ткаченко определяет сексуальную норму как «поведение, соответствующее возрастным и полоролевым онтогенетическим закономерностям данной популяции, осуществляемое в результате свободного выбора и не ограничивающее в свободном выборе партнера». Близкое определение даёт Г. Б. Дерягин, который пишет, что сексуальная норма представляет собой «среднестатистическую величину наиболее приемлемых и употребляемых форм полового поведения представителями конкретного общества, существующего в определённых этнокультуральных и исторических рамках». Этот же автор указывает на определённую условность понятия «сексуальная норма», поскольку в любой момент в обществе имеется определённый диапазон мнений относительно приемлемости определённых сексуальных практик: так, хотя в среде современной российской молодёжи несомненно приемлемыми считаются мастурбация, физиологический половой акт и гетеросексуальные орально-генитальные контакты, то уже нормативность анально-генитальных контактов является сомнительной, несмотря на их широкое распространение. То же можно сказать и о гомосексуальных отношениях, которые в современной медицине и в развитых западных обществах не считаются отклонением от нормы, но в других, как правило религиозных, культурах подвергаются осуждению и даже преследованию.